# Koseze (gmina Vodice)
Koseze – wieś w Słowenii, w gminie Vodice. W 2018 roku liczyła 196 mieszkańców.